# Кинг, Чарльз Данбэр
Чарльз Данбэр Бёрджесс Кинг (англ. Charles Dunbar Burgess King; 12 марта 1875, Монровия, Либерия – 4 сентября 1961, Монровия, Либерия) — либерийский государственный и политический деятель. Был членом Партии истинных вигов, обладавшей фактической монополией на власть в стране с 1878 по 1980 год. С 1920 по 1930-й был 17-м президентом Либерии.
Кинг занимал должность министра юстиции с 1904 по 1912 год. В 1912 году стал государственным секретарём Либерии и ушёл с поста в 1919, когда был выдвинут в качестве кандидата в президенты. В 1919 году принимал участие в Парижской мирной конференции и Первом Пан-Африканском конгрессе. В 1927 году он победил на президентских выборах с числом голосов, многократно превышавшим число избирателей. Скандал, связанный с использованием принудительного труда, привёл к его отставке в 1930 году.

## Президент (1920—1930)
Чарльз Кинг стал президентом Либерии в 1920 году. Будучи сторонником умеренных реформ, он продолжил курс поддержки сформировавшейся в Либерии «политической машины» и укрепления доминирующего положения Партии истинных вигов. В 1929 году Кинг оказал помощь в основании Института сельского хозяйства и промышленности имени Букера Вашингтона в Какате.

### Получение займа от США
В начале 1920-х усугубление финансового кризиса привело к необходимости реструктуризации госдолга. Для решения этой задачи президент Кинг возглавил делегацию, предпринявшую визит в США, который состоялся в марте 1921 года, вскоре после того, как в должность президента США вступил Уоррен Гардинг. Конгресс США приостановил выдачу международных кредитов и увеличение иностранных займов несмотря на то, что Государственный департамент к запросу либерийской делегации относился благосклонно. Переговоры продолжались до октября 1921 года, когда Государственный департамент всё же предоставил Либерии заём в размере пяти миллионов долларов.

### Компания Firestone
В 1926 году правительство Либерии в обмен на предоставление другого пятимиллионного займа передаёт компании Firestone миллион акров в аренду сроком на 99 лет. Компания также освобождалась от уплаты налогов и получала полный контроль над арендуемой территорией. Этот заём фактически поставил Либерию под контроль США. Бюджет утверждался советником по финансам, которого назначало правительство США. Также договор о займе запрещал совершение других займов без разрешения Firestone. Несмотря на сопротивление Парламента договор был подписан. Через некоторое время госсекретарь Эдвин Барклей и сенатор Уильям Табмен получили должности юристов в либерийском подразделении Firestone.
Выплата процентов по этому займу поглощала значительную часть доходов бюджета Либерии. Полностью он был погашен только в 1952 году.

### Президентские выборы 1927 года
Ближайшим соперником Кинга на выборах 1927 года был Томас Фолкнер. Согласно официальному заявлению Кинг набрал 234 000 голосов, хотя при этом количество зарегистрированных избирателей на тот момент составляло лишь 15 000 человек. Это достижение в 1982 году было занесено в Книгу рекордов Гиннесса в качестве выборов с самым высоким уровнем фальсификации.

### Скандал, связанный с использованием принудительного труда
После поражения на выборах 1927 года Томас Фолкнер обвинил многих членов правящей Партии истинных вигов в организации работорговли — использовании рабского труда внутри Либерии и продаже рабов в испанскую колонию Фернандо-По. После официальных опровержений и отказа от сотрудничества Лига наций создала «Международную комиссию по расследованию сообщений о работорговле и использовании принудительного труда в республике Либерия», которую возглавил британский юрист Хьюберт Кристи. Американский президент Герберт Гувер в качестве меры принуждения к сотрудничеству временно приостановил дипломатические отношения с Либерией.
Отчёт был опубликован в 1930 году, и хотя комиссия не смогла подтвердить прямые обвинения в работорговле, но были обнаружены факты, свидетельствующие о том, что некоторые высокопоставленные чиновники, включая Кинга и вице-президента Аллена Янси, извлекали прибыль из использования принудительного труда, что приравнивалось к работорговле. В выводах комиссии также содержалась рекомендация о вводе подмандатного управления Либерией. В результате Палата представителей начала процедуру импичмента. В скором времени Чарльз Кинг, Аллен Янси и другие замешанные в скандале чиновники ушли в отставку.